# Белая принцесса (телесериал)
«Белая принцесса» (англ. The White Princess) — восьмисерийный американо-британский исторический телесериал, премьера которого состоялась 16 апреля 2017 года на канале Starz. Продолжение телесериала «Белая королева»; сценарий основан на романах «Белая принцесса» и частично «Проклятие королей» Филиппы Грегори.

## Сюжет
Англия, долгое время пребывавшая в междоусобной войне Алой и Белой розы, наконец вошла в эпоху мира, наступившую благодаря браку принцессы Елизаветы Йоркской, наследницы дома Йорков, и короля Генриха VII, наследника дома Ланкастеров. Однако и страну, и семейную жизнь Елизаветы ждут новые потрясения: её венценосный супруг не уверен в себе и подозрителен, а властная свекровь Маргарита Бофорт не скрывает своей ненависти к молодой королеве и её родне. Между тем, за морем неустанно плетет свои интриги непримиримая тётка королевы герцогиня Бургундская, а на севере вдруг объявляется человек, называющий себя братом королевы.

## В ролях
- Джоди Комер — Елизавета «Лиззи» Йоркская, принцесса из дома Йорков, королева Англии.
- Ребекка Бенсон[англ.] — Маргарет «Мэгги» Плантагенет, кузина королевы.
- Джейкоб Коллинc-Леви — Генрих VII, король Англии, супруг королевы.
- Кеннет Крэнем — епископ (позже кардинал) Джон Мортон, советник матери короля.
- Эсси Дэвис — вдовствующая королева Елизавета, вдова Эдуарда IV, мать королевы.
- Ричард Диллэйн — Томас Стэнли, муж Маргарет Бофорт.
- Энтони Фланаган — Фрэнсис Ловел, сторонник Йорков.
- Патрик Гибсон — Перкин Уорбек, претендент на английский трон и муж Кэти Гордон.
- Кэролайн Гудолл — Сесилия, герцогиня Йоркская, мать короля Эдуарда IV и бабушка королевы. Гудолл является единственной актрисой, повторившей свою роль из «Белой королевы».
- Эми Мэнсон — Кэтрин «Кэти» Гордон, жена Перкина Уорбека.
- Эдриан Роулинс — Джон де ла Поль, герцог Саффолк, муж Элизы де ла Поль.
- Винсент Риган — Джаспер Тюдор, дядя короля.
- Сьюки Уотерхаус — Сесилия Йоркская, сестра королевы.
- Джоанн Уолли — Маргарита, герцогиня Бургундская, тётя королевы.
- Эндрю Уипп — сэр Ричард Поул, муж Мэгги Плантагенет.
- Мишель Фэйрли — Маргарет Бофорт, мать короля.

## Производство

### Разработка
Десятисерийный сериал «Белая королева» 2013 года был основан на предыдущих романах Грегори «Белая королева» (2009), «Алая королева» (2010) и «Дочь Делателя королей» (2012). Сериал транслировался на BBC One в Великобритании и на Starz в США; роль Елизаветы Йоркской исполняла Фрейя Мейвор. Несмотря на первоначальный план снять второй сезон, 20 августа 2013 года BBC объявил, что не планирует снимать продолжение, вероятно из-за прохладных отзывов критиков.
Однако в октябре 2013 года The Telegraph сообщил, что Starz планирует снять мини-сериал «Белая принцесса», основанный на романе Грегори. В январе 2014 года генеральный директор Starz Крис Альбрехт объявил, что канал нанял сценаристку «Белой королевы» Эмму Фрост для работы над новым проектом. Starz объявил о планах выпустить мини-сериал «Белая принцесса» без участия BBC. В августе 2015 года Грегори подтвердила, что проект находится на стадии разработки. 7 февраля 2016 года Грегори написала в Facebook, что сиквел официально заказан, причем все сценарии уже написаны. В мае 2016 года стало известно, что сериал будет состоять из восьми эпизодов.
Джейми Пейн (режиссёр трёх эпизодов «Белой королевы») срежиссировал первый, второй, третий, седьмой и восьмой эпизоды. В январе 2017 года был выпущен первый тизер-трейлер мини-сериала.

### Кастинг
Джоди Комер получила главную роль Елизаветы Йоркской в апреле 2016 года, а Мишель Фэйрли — Маргарет Бофорт в мае. В июне 2016 года Starz объявил о кастинге Эсси Дэвис на роль вдовствующей королевы Елизаветы, Джейкоба Коллинза-Левиа на роль Генриха VII, Сьюки Уотерхаус на роль Сесилии Йоркской, Ребекки Бенсон на роль Маргарет Плантагенет и Джоанн Уолли на роль Маргариты Бургундской. Основной состав актёров также включает Кэролайн Гудолл в роли Сесилия, герцогиня Йоркская, Кеннета Крэнема в роли епископа Мортона и Винсента Ригана в роли Джаспера Тюдора.

### Съёмки
Съёмки «Белой принцессы» начались в июне 2016 года; локациями для съёмки послужили Брадфорд-он-Эйвон, Бристоль, замок Беркли, Глостерский собор, Лакок, Солсберийский собор и Уэлс.

## Эпизоды
| № | Название                                                               | Режиссёр        | Автор сценария                | Дата премьеры  | Зрители в США (млн) |
| --- | ---------------------------------------------------------------------- | --------------- | ----------------------------- | -------------- | ------------------- |
| 1 | «In Bed With The Enemy» «В постели с врагом»                           | Джейми Пэйн     | Эмма Фрост                    | 16 апреля 2017 | 0,633               |
| 22 августа 1485 – 18 января 1486: Триумфальной прибыв в Лондон после победы над Ричардом III в битве при Босворте, новый король Генрих Тюдор вынужден жениться на Елизавете Йоркской, которую он презирает из-за её предполагаемой связи с Ричардом. Брак должен примирить воюющие дома Ланкастеров и Йорков. Лиззи ненавидит и Генриха, и всё больше после того, как он настаивает на её беременности до брака. Почувствовав, какое влияние над Генрихом даёт ей беременность, Лиззи решает сыграть роль послушной жены, пока она с матерью, вдовствующей королевой Елизаветой, тайно планируют свержение Тюдоров. |                                                                        |                 |                               |                |                     |
| 2 | «Hearts and Minds» «Сердца и умы»                                      | Джейми Пэйн     | Эмма Фрост                    | 23 апреля 2017 | 0,712               |
| 1486: Генрих отправляется в тур по королевству, чтобы утвердить свою власть. Мать Лиззи Елизавета планирует сопровождать королевскую чету в туре и использовать это, чтобы тайно поднять сторонников Йорков на восстание; тем не менее мать Лиззи вместо этого оказывается заточена в Вестминстерском дворце матерью Генриха Маргарет Бофорт. Генрих выживает при попытке покушения йоркиста Фрэнсиса Ловела, но подозревает, что Лиззи к этому причастна; она обвиняет в этом свою мать и отрицает любое намерение убить Генриха. В его отсутствие Лиззи завоёвывает сердца простых людей, отдав золото казначейства для помощи больным потливой горячкой. Хотя она не может убедить Генриха освободить её маленького двоюродного брата Тедди Плантагенета из Тауэра, Лиззи усиливает растущую привязанность Генриха к ней.                 |                                                                        |                 |                               |                |                     |
| 3 | «Burgundy» «Бургундия»                                                 | Джейми Пэйн     | Эмма Фрост                    | 30 апреля 2017 | 0,784               |
| Сентябрь 1486: Лиззи рожает принца Артура и наконец находит общий язык с Генрихом. Джаспер Тюдор посещает Маргарет Бургундскую с целью заключения союза, но мирные переговоры внезапно прерываются трагическим несчастным случаем c Марией Бургундской падчерицей Маргарет при Бургундском дворе. Тем временем мать Лиззи Елизавету ссылают в аббатство Бермондси. |                                                                        |                 |                               |                |                     |
| 4 | «The Pretender» «Претендент»                                           | Алекс Калимниос | Сара Доллард и Эмма Фрост     | 7 мая 2017     | 0,845               |
| Маргарет Бофорт планирует выдать замуж принцесс Йоркских за тюдорских лоялистов, а Маргарита Бургундская поднимает армию от имени крестьянского мальчика, которого объявляет Тедди Плантагенетом. Лиззи убеждает Генриха выпустить настоящего Тедди из Тауэра и публично доказать, что он хорошо живёт в обществе Тюдоров. Маргарет Бофорт устраивает народное волнение, в результате которого Тедди, как угроза правлению Генриха, опять отправляется в Тауэр. Генрих побеждает силы претендента и проявляет милосердие к мальчику. Хотя Маргарет заявляет, что вдовствующая королева Елизавета замешана в заговоре, Генрих отказывается казнить мать своей жены. |                                                                        |                 |                               |                |                     |
| 5 | «Traitors» «Предатели»                                                 | Алекс Калимниос | Лорен Маклахлан и Эми Робертс | 14 мая 2017    | 0,951               |
| Декабрь 1495. Маргарита Бургундская объединяет европейские державы вокруг мальчика, которого она признаёт истинным наследником английского престола — Ричардом Плантагенетом, герцогом Йоркским, и братом Лиззи. Генрих отправляет кузину Лиззи Мэгги, теперь леди Поул, чтобы та подтвердила, что мальчик — самозванец. Генрих и Лиззи дают титул герцога Йоркского своему сыну Гарри, но мать Лиззи, вдовствующая королева, прерывает церемонию заявлением о том, что её сын, законный король Англии, жив и находится в Бургундии. Мэгги, частично поверив в то, что это настоящий Ричард, тем не менее объявляет его самозванцем перед Генрихом. Джаспер узнаёт, что Маргарет Бофорт приказала убить принцев в Тауэре и приходит в ужас; чтобы сохранить свою тайну, Маргарет душит больного Джаспера подушкой, пока тот лежит в постели. |                                                                        |                 |                               |                |                     |
| 6 | «English Blood on English Soil» «Английская кровь на английской земле» | Алекс Калимниос | Эмма Фрост и Элис Наттер      | 21 мая 2017    | 0,792               |
| 1496: Уильяма Стэнли казнят за поддержку претендента Перкина Уорбека, который благодаря браку с шотландской дворянкой Кэтрин Гордон получает поддержку большинства европейских королевств, за исключением Испании. Лиззи и Генрих отправляются в Испанию для заключения союза, но королева Изабелла Кастильская отказывается помочь королю, пока законность его правления неясна. После смерти вдовствующей королевы Елизаветы Лиззи вдохновляет людей Генриха на борьбу против претендента, который в конечном итоге находит убежище в монастыре. Позднее Уорбека захватывает мать короля, которая привозит его в Лондон для королевской расплаты. |                                                                        |                 |                               |                |                     |
| 7 | «Two Kings» «Два короля»                                               | Джейми Пэйн     | Эмма Фрост                    | 28 мая 2017    | 0,722               |
| 1496: Хотя Уорбек, его жена и их сын становятся пленниками Генриха, он не собирается отказываться от своих претензий на трон. Мэгги вынужденно становится шпионом своей тёти Маргариты Бургундской. Лиззи убеждена, что Уорбек — её брат, но знает, что его присутствие угрожает её мужу и сыновьям. Она устраивает поджог, чтобы дать ему сбежать, но он отказывается. |                                                                        |                 |                               |                |                     |
| 8 | «Old Curses» «Старые проклятия»                                        | Джейми Пэйн     | Сара Фелпс                    | 4 июня 2017    | 0,868               |
| Декабрь 1496: Лиззи наконец признается Генриху, что она и её мать прокляли убийц своих братьев; если Генрих убивает Уорбека, который по её мнению является настоящим Ричардом, он навлечёт проклятие на своих сыновей. Лиззи предлагает, чтобы под видом Уорбека казнили похожего на него преступника, однако Маргариту Бургундскую подмена не обманывает. Генрих почти душит свою мать, когда понимает, что это она убила принцев в Башне, тем самым прокляв его родословную. Когда подмена раскрыта, Лиззи понимает, что единственный способ обеспечить союз с Испанией и будущее сыновей — позволить казнить своего брата и Тедди. Мать короля указывает разгневанной Лиззи на то, как они похожи. |                                                                        |                 |                               |                |                     |